# Dildo
 Denne artikel omhandler et sexlegetøj. Opslagsordet har også en anden betydning, se Dildo (by).
En dildo er et aflangt eller fallisk sexlegetøj, som oftest er penis-formet, der bruges til seksuel stimulering. Dildoer i dag er typisk fremstillet af medicinsk silikone eller ABS-plast, men kan også forekomme i andet materiale, f.eks. glas.  
Betegnelsen dildo bliver undertiden brugt for en vibrator, men en dildo kan ikke nødvendigvis vibrere. En dildo, som kan fastspændes på en person, kaldes for en strap-on. 
Yderligere, forekommer også buttplugs og anal-beads, der er en dildoer udviklet specifikt til anal brug.

## Etymologi
Ordet dildo kommer højest sandsynligt fra det italienske ord "diletto", som betyder glæde/fryd. 

## Historie
Dildoer af sten er fundet i arkæologiske udgravninger. Dildoer har sandsynligvis været eksisterende i en eller anden form gennem det meste af menneskets historie. Fund fra ældre stenalder blev tidligere katalogiseret som "stave", men som en arkæolog siger "Hvis man kigger på størrelsen, formen og i enkelte tilfælde udsmykningen af de stave, er det svært ikke at forestille sig deres åbenlyse funktion". Der har være mange henvisninger til dildoer i den historiske litteratur samt – i overført betydning – i biblen (se f.eks. Det Gamle Testamente – Ezekiel 16:17)

## Anvendelse i nutiden
I vores nutid bruges dildoer til at opnå seksuel tilfredsstillelse, orgasmer samt samleje. Dildoen kan benyttes som en "erstatning" for penis i den seksuelle akt, ved at den giver mulighed for brugeren at penetrære og dermed stimulere sit vagina eller anus. Dildoen anvendes derfor ofte til penis-løs sex, til pegging som strap-on, eller til at opnå tilfredsstillelse ved masturbation alene uden en partner. 
Der findes en stort udvalg af dildo-variationer: Enkelte med knupper, andre kan vibrerer, nogen med 24 karat guld indeni, nogen af metal, andre af blød gummi eller silikone for at at få en "realistisk" følelse af hud. Dildoen kan erstattes af diverse hverdagsting, såsom gulerødder, agurker, stearinlys, skaftet på en hårbørste og andre aflange genstande, der kan penetrære vagina eller anus og opnå en tilfredsstillelse hos begge køn. Objekterne kan tilføjes lidt massageolie eller glidecreme for en nemmere påførelse og mindske eventuelle ubehag ved indsættelsen. Der skal dog gøres opmærksom på, at genstandene bør være rengjorte og sterile før de føres ind i kroppen, så der ikke dannes unødvendige infektioner. 

## Galleri
- Dobbeltdildo med to ender.
- Sort dildo af silikone.
- Mekanisk dildo.
- Dildo af glas.
- Strap-on dildo til pegging.